# Týnišťko

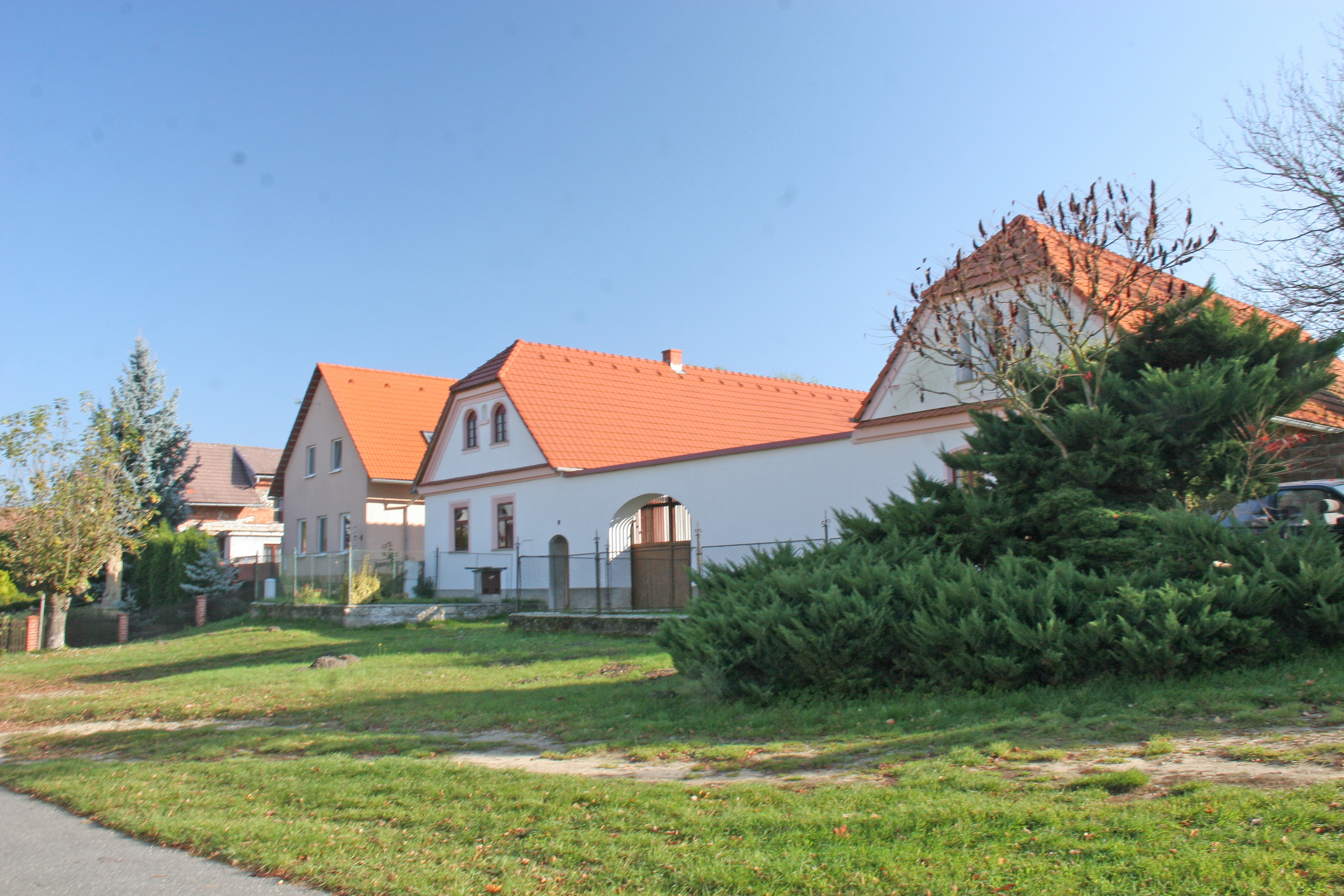
Gehöft Nr. 8

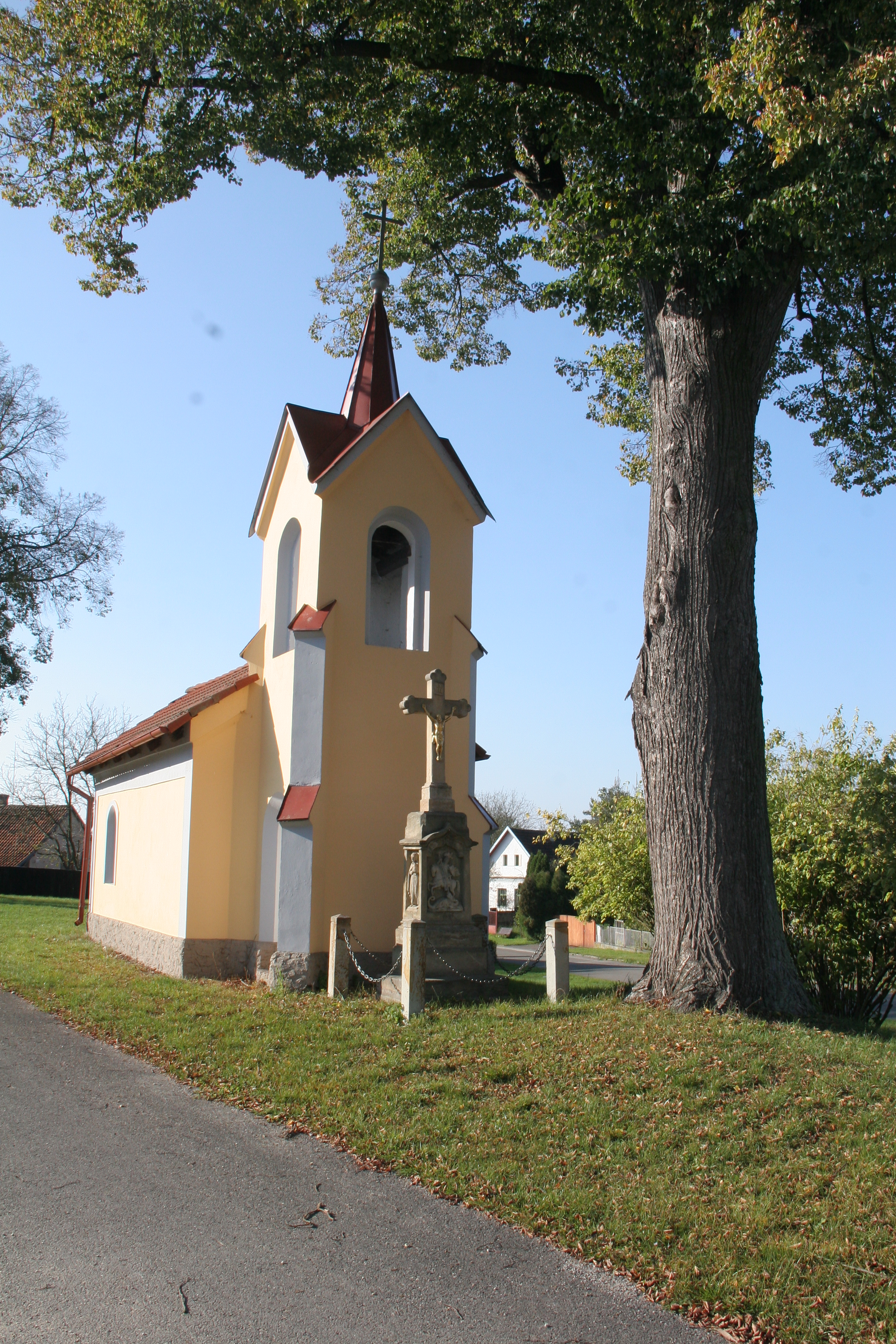
Kapelle

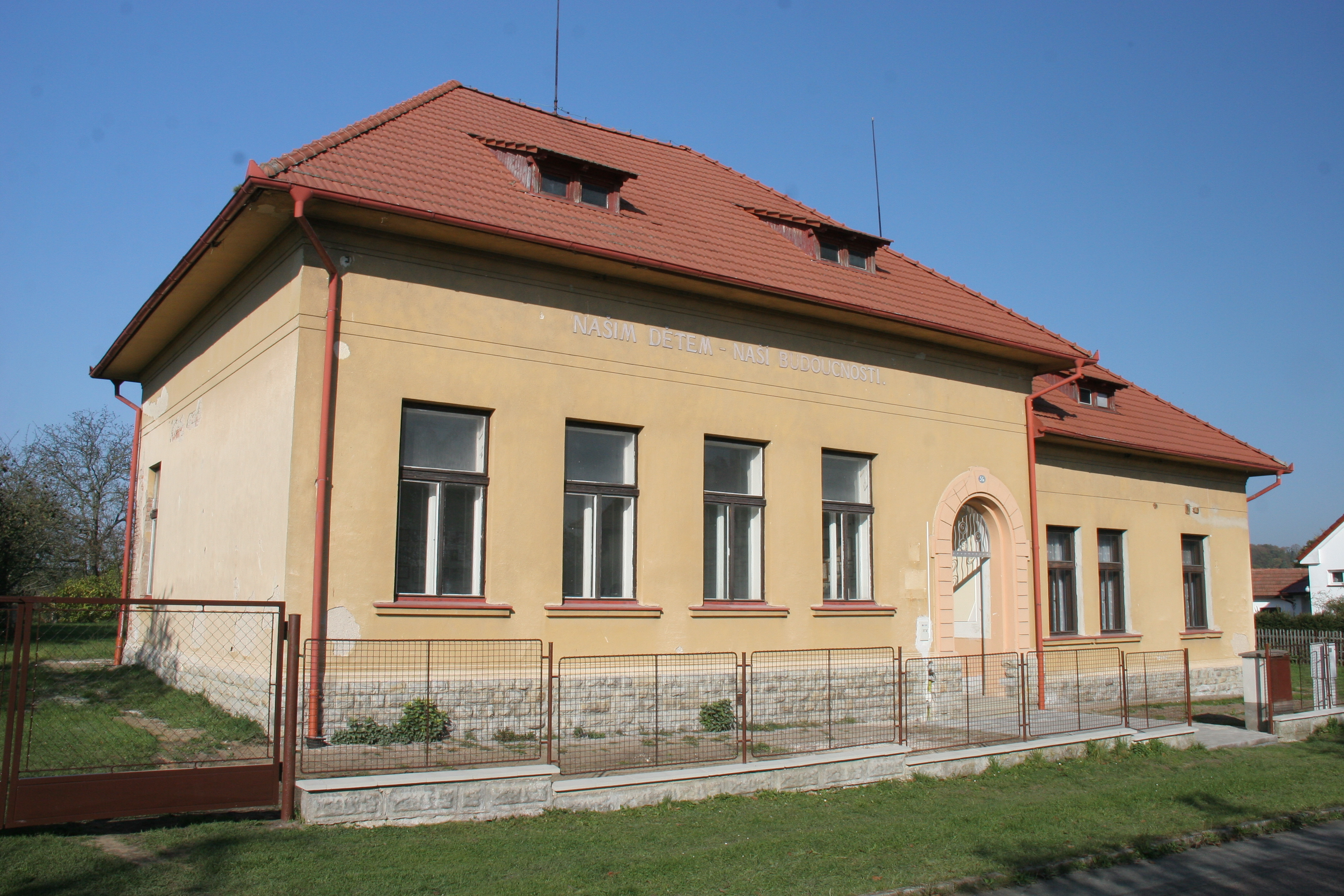
Ehemalige Schule

Týnišťko (deutsch Tinisko, 1939–45 Teinischt) ist eine Gemeinde in Tschechien. Sie liegt sieben Kilometer nordwestlich von Vysoké Mýto und gehört zum Okres Ústí nad Orlicí.

## Geographie
Týnišťko befindet sich am rechten Ufer der Loučná auf der Choceňská tabule (Chotzener Tafel). Am östlichen Ortsrand verläuft die Staatsstraße I/35 / E 442 zwischen Holice und Vysoké Mýto, von der dort die II/315 nach Choceň abzweigt. Im Süden führt die Bahnstrecke Česká Třebová–Praha an Týnišťko vorbei, südöstlich des Dorfes liegt der Bahnhof Zámrsk. Im Norden erhebt sich der Na Divišce (304 m n.m.).
Nachbarorte sind Horní Jelení, Dolní Jelení und Rousínov im Norden, Prochody und Rzy im Nordosten, Dobříkov und Sruby im Osten, Zámrsk, Nová Ves und Nádraží Zámrsk im Südosten, Janovičky und Malejov im Süden, Stradouň, Radhošť und Sedlíšťka im Südwesten, Žíka, Franclina und Bory im Westen sowie Litětiny und Jaroslav im Nordwesten.

## Geschichte
Die erste schriftliche Erwähnung von Tynisttko erfolgte im Jahre 1334 anlässlich eines Streits zweier Herren um das Dorf. Zum Ende des 14. Jahrhunderts gehörte Tynisstka zur Feste Jestříbec. Die Feste fiel nach dem Tode des Aleš von Jestříbec an König Wenzel IV. heim. Dieser überließ die Feste Jestříbec mit Tynisstka 1399 gegen 300 Schock Groschen an den Kuttenberger Münzmeister Jan Mikuláš Divůček von Jemniště und dessen Bruder, den Hofkammerschreiber Mikuláš Augustinův. Während des Böhmisch-Ungarischen Krieges wurde die Feste Jestříbec 1468 zusammen mit den umliegenden Dörfern von ungarischen Truppen niedergebrannt. Im 16. Jahrhundert erwarben die Herren von Riesenberg die Feste Jestříbec, 1545 verkauften sie sie an die Königsstadt Hohenmauth. Da die Stadt 1547 den böhmischen Ständeaufstand unterstützt hatte, konfiszierte König Ferdinand I. deren Güter. Im Jahre 1548 verkaufte die Hofkammer Týnišťko an die Herrschaft Chroustovice. Zu Beginn des 17. Jahrhunderts gehörte die Herrschaft dem Choltitzer Familienzweig der Herren von von Gersdorff, deren Güter nach der Schlacht am Weißen Berg konfisziert wurden. Ab 1671 gehörte die Herrschaft Chroustovice den Grafen Kolowrat-Liebsteinsky; Franz Karl Kolowrat-Liebsteinsky verkaufte sie 1721 an Hieronymus Graf Capece Marchese de Rofrano. Dessen Tochter Maria Theresia Capece heiratete 1735 Leopold Ferdinand Johann Graf Kinsky; 1778 erbte ihr Sohn Philipp Graf Kinsky die Herrschaft. 1823 verkaufte Kinsky die Allodialherrschaft Chraustowitz mit 23 Dörfern an Karl Alexander von Thurn und Taxis.
Im Jahre 1835 bestand das im Chrudimer Kreis gelegene Dorf Tinisko aus 45 Häusern, in denen 209 Personen, darunter zwei protestantische Familien, lebten. Im Ort gab es ein Försterhaus sowie eine dreigängige Mühle mit Brettsäge. Pfarrort war Radhoscht. Der Glockenturm wurde 1838 erbaut. Bis zur Mitte des 19. Jahrhunderts blieb Tinisko der Allodialherrschaft Chraustowitz untertänig.
Nach der Aufhebung der Patrimonialherrschaften bildete Týnisko ab 1849 mit dem Ortsteil Janovičky eine Gemeinde im Gerichtsbezirk Hohenmauth. Ab 1868 gehörte die Gemeinde zum politischen Bezirk Hohenmauth. 1869 hatte Týnisko 292 Einwohner und bestand aus 46 Häusern. Janovičky löste sich in den 1870er Jahren los und bildete eine eigene Gemeinde. 1889 beseitigte der Müller die letzten Überreste der Feste Jestříbec um seine Mühle zu erweitern. Beim Loučná-Hochwasser von 1891 wurden sämtliche Brücken über den Fluss weggerissen. Die Gründung der Freiwilligen Feuerwehr erfolgte 1909. Im Jahre 1900 lebten in dem Dorf 319 Menschen, 1910 waren es 298. Im Jahre 1921 hatte Týnisko 276 Einwohner. Seit 1924 führt die Gemeinde den Namen Týnišťko. 1934 verkaufte die Gemeinde 400 ha Wald an die Stadt Vysoké Mýto. Ab 1960 gehörte die Gemeinde zum Okres Pardubice. 1964 erfolgte der Bau eines neuen Gemeindeamtes mit Feuerwehrdepot, zehn Jahre später wurde das Kulturhaus eingeweiht. Beim Zensus von 2001 lebten in den 73 Häusern von Týnišťko 169 Personen. Am 1. Januar 2007 wechselte die Gemeinde in den Okres Ústí nad Orlicí.

## Gemeindegliederung
Für die Gemeinde Týnišťko sind keine Ortsteile ausgewiesen.

## Sehenswürdigkeiten
- Kapelle, errichtet 1838
- Steinernes Kreuz vor der Kapelle, 2006 erfolgte seine Restaurierung
- Gehöft Nr. 8, Kulturdenkmal
- Denkmal für die Gefallenen des Ersten Weltkrieges, enthüllt 1923. Es wurde 2004 restauriert.

## Söhne und Töchter der Gemeinde
- Karel Voženílek (1883–1943), tschechischer Legionär und General